# Frank Rosenthal
Frank Lawrence "Lefty" Rosenthal (12 iunie 1929 - 13 octombrie 2008) a fost un împătimit al jocurilor de noroc și fost director de cazinou în Las Vegas. A fost și gazda unui talkshow în Las Vegas la sfârșitul anilor '70. 
Filmul Casino din 1995 în regia lui Martin Scorsese, bazat pe cartea lui Nicholas Pileggi, a fost inspirat din cariera lui Rosenthal în Las Vegas. Rosenthal a fost interpretat de Robert De Niro iar asociatul său mafiot, Anthony Spilotro de către Joe Pesci.
1. 1 2  Frank Rosenthal, SNAC, accesat în 9 octombrie 2017
2. ↑   http://www.lvrj.com/news/30982809.html Lipsește sau este vid: |title= (ajutor)
3. ↑  IdRef, accesat în 12 mai 2020